# Chiesa dei Santi Giorgio e Jacopo
La chiesa dei Santi Giorgio e Jacopo si trova a Montecalvoli nel comune di Santa Maria a Monte.

## Storia e descrizione
La chiesa fu completamente ricostruita nel 1830 sulla base di un precedente edificio sacro.
La facciata in cotto, destinata ad essere rivestita di marmi, risulta incompiuta; all'interno l'unica navata è fiancheggiata sulla destra da tre cappelle, che non hanno corrispondenza sul fianco sinistro. Nei restauri del 1955, seguiti ai danni provocati dalla guerra, sono stati messi in evidenza cornici, profilature, lesene e altri elementi di gusto neorinascimentale che caratterizzavano il rinnovamento ottocentesco.
In chiesa si conservava una tela, raffigurante la Vergine con il Bambino e i Santi Jacopo, Giorgio, Michele e Francersco già assegnata ad un pittore anonimo toscano del primo Seicento. Il dipinto, attribuibile a Lorenzo Vaiani detto lo Sciorina e forse databile intorno al 1590, è oggi al Museo diocesano d'arte sacra di San Miniato.